# Sociedad Deportiva Eibar "B"
La Sociedad Deportiva Éibar "B"  es el filial de la Sociedad Deportiva Eibar. Fue fundado en 1994, para ser desmantelado en 2012. En la temporada 2024-25 volvió la actividad, cuando el acuerdo de filialidad entre C. D. Vitoria y la S. D. Eibar se rompió en julio de 2024. De esta manera el filial eibarrés se hizo cargo de la plaza ganada por el Vitoria y debutó en Segunda Federación en dicha temporada 2024-25.

## Trayectoria del equipo
| Temporada | División      | Puesto |
| --------- | ------------- | ------ |
| 1994-98   | Regional      | —      |
| 1998-99   | 3.ª           | 13.º   |
| 1999-00   | 3.ª           | 4.º    |
| 2000-01   | 2.ªB          | 14.º   |
| 2001-02   | 2.ªB          | 18.º   |
| 2002-03   | 3.ª           | 12.º   |
| 2003-04   | 3.ª           | 4.º    |
| 2004-05   | 3.ª           | 16.º   |
| 2005-06   | 3.ª           | 9.º    |
| 2006-07   | 3.ª           | 9.º    |
| 2007-08   | 3.ª           | 8.º    |
| 2008-09   | 3.ª           | 15.º   |
| 2009-10   | 3.ª           | 14.º   |
| 2010-11   | 3.ª           | 16.º   |
| 2011-12   | 3.ª           | 6.º    |
| 2012-2024 | Sin actividad | -      |
| 2024-25   | 2.ª Fed.      | sd     |

- 2 Temporadas en Segunda División B
- 1 Temporada en Segunda Federación
- 12 Temporadas en Tercera División